# Phalacrocorax harrisi
El cormorán mancón o cormorán de las Galápagos (Phalacrocorax harrisi) es una especie de ave suliforme de la familia Phalacrocoracidae endémica de las islas Galápagos (Archipiélago de Colón), y es un ejemplo de la fauna insólita que habita en estas islas. Es inusual por el hecho de que es el único cormorán que ha perdido la capacidad de volar.
Por muchos años era clasificado en su propio género, Nannopterum o Compsohalieus, pero la taxonomía actual lo coloca en el género Phalacrocorax, el género en el que están todos los demás cormoranes.
Con una población evaluada en 1500 individuos, es una de las aves más raras en el mundo y es el sujeto de un programa duradero de conservación.

## Descripción
Como todos los cormoranes, esta ave tiene patas palmeadas y piernas fuertes que la propulsan por el agua mientras busca su presa de peces, anguilas, pulpos pequeños, y otras criaturas acuáticas. Busca alimento cerca del fondo y a no más de 100 m desde la orilla.
El cormorán no volador es el miembro viviente más grande en su familia, mide 89-100 cm de longitud y pesa 2.5-5 kg. Las alas miden un tercio del tamaño que sería preciso para que un ave de sus dimensiones pudiera volar. La quilla del esternón, en el que son conectados los músculos para volar, también muestra una reducción de tamaño.
Las partes superiores son negruzcas y las partes inferiores son parduscas. El pico largo es ganchudo en la punta y los ojos son de color turquesa. No hay mucho dimorfismo sexual, pero los machos suelen ser un poco más grandes. Los polluelos y menores se parecen a los adultos pero son más lustrosos y tienen ojos oscuros.  El canto de los adultos consiste principalmente de gruñidos bajos.
Como los otros cormoranes, las plumas no son impermeables, y pasan mucho tiempo en secarse las plumas al sol después de cada zambullida. Las remeras y timoneras son muy semejantes a las de otros cormoranes pero las tectrices son más espesas, más densas, más blandas, y más como vello. No producen mucho aceite de la glándula uropigial; es el aire atrapado entre el plumaje denso que previene que queden empapados.

## Distribución y hábitat
Este cormorán único es endémico de las islas Galápagos, donde tiene una distribución muy restringida. Se encuentra solamente en dos islas; Fernandina, principalmente en la costa oriental, y en Isabela, en la costa septentrional y la costa occidental.  La población ha experimentado fluctuaciones severas; el evento de El Niño en 1983 causó una reducción de 50% de la población, después de esto quedaban solamente 400 individuos.  Sin embargo, la población se recuperó rápidamente y en 1999 su número era 900 individuos.
Esta especie vive en las orillas rocosas de las islas volcánicas en que habita.  Busca alimentos en las aguas de la costa y es poco común que viaje más de 1 km del área en la que se reproduce.

## Taxonomía
Un análisis genético de sus posibles taxones emparentados concluyó que esta especie evolucionó de una bandada del clado que habita el continente americano compuesto por las especies Phalacrocorax auritus y Phalacrocorax brasilianus; esas aves llegaron a las islas Galápagos hace 2 millones de años.

## Reproducción
El anidamiento suele pasar durante los meses más fríos (julio-octubre), cuando los alimentos marinos son más abundantes y cuando el riesgo de hipertermia en los polluelos es reducido.  Durante este tiempo, se forman colonias de más o menos 12 pares.  El cortejo empieza en el mar donde el macho y la hembra nadan uno alrededor del otro con los pescuezos torcidos en forma de serpiente.  El nido grande, hecho de algas marinas, construido apenas más alto que la línea de la marea, es aumentado con “regalos” como trozos de soga, tapones de botellas, etc. por el macho.
La hembra suele poner tres huevos blancuzcos por cada nidada, aunque sólo un polluelo normalmente sobrevive.  Ambos sexos participan en la tarea de incubar los huevos.  Después de empollar, el macho y la hembra continúan compartiendo las responsabilidades de alimentar y proteger a los polluelos, pero después de hacerse independiente los polluelos, y si las provisiones son abundantes, la hembra se marcha para encontrar a otro parejo, dejándole al macho cumplir el resto del cuidado de los polluelos.  Las hembras pueden reproducir tres veces cada año.  Así que, aunque la población de esta especie es pequeña, el número de cormoranes no volador puede recuperarse rápidamente de desastres ambientales.

## Conservación
Estos cormoranes evolucionaron en un hábitat insular sin depredadores. Sin tener enemigos, y puesto que se alimenta por cazar en las aguas ricas cerca de la costa, entre tanto, esta ave perdió la capacidad de volar. Sin embargo, después de ser descubierto por los humanos, las islas ahora tienen depredadores: los perros, los gatos, y los cerdos fueron traídos a las islas. Además, los cormoranes no les tienen miedo a los humanos y cualquier persona puede acercarse a ellos.
En el antaño, los perros eran gran amenaza a esta especie en Isabela, pero ahora han sido erradicados de la isla. La introducción de gatos o ratas a Fernandina es una gran amenaza potencial. La pesca con redes es una amenaza actual; esto no sólo reduce la disponibilidad de los alimentos del cormorán, sino también a menudo las aves quedan atrapadas entre las redes y mueren.
El hecho de que esta ave tiene adaptaciones únicas y su población pequeña habita en una región muy limitada, aumenta su vulnerabilidad a desastres ambientales (especialmente las mareas negras), eventos climáticos, y la introducción de enfermedades y depredadores. Desafortunadamente, las perturbaciones marinas, como las causadas por El Niño, se están haciendo cada vez más extremas.
A causa de todas estas razones, el cormorán no volador es una de las aves más raras en el mundo. Todas las poblaciones de esta especie viven dentro del Parque Nacional de las Galápagos y la Reserva Marina; además el archipiélago fue denominado un Patrimonio de la Humanidad en 1979. A pesar de esto, la especie es considerada vulnerable y la Estación de Investigaciones Charles Darwin vigila la población frecuentemente.